# Лещенко, Роман Николаевич
Роман Николаевич Лещенко (укр. Роман Миколайович Лещенко; род. 23 ноября 1988, Пенежково, Черкасская область) — украинский политик. Министр аграрной политики и продовольствия Украины (2020—2022). Председатель Государственной службы Украины по вопросам геодезии, картографии и кадастра (2020).

## Биография
Родился 23 ноября 1988 года в селе Пенижково, Христиновского района Черкасской области.
Учился на юридическом факультете КНУ имени Т. Г. Шевченко.
Кандидат юридических наук, в 2015 году защитил диссертацию на тему «Финансово-правовое регулирование оффшорных механизмов».

### Трудовая деятельность
С 2007 года работал в компании OSG Group, занимал должность главного юридического консультанта холдинга.
С 1 сентября 2013 года — ассистент кафедры финансового права юридического факультета Киевского национального университета имени Тараса Шевченко.
1 октября 2019 года назначен Уполномоченным Президента Украины по земельным вопросам.
10 июня 2020 года был назначен Председателем Государственной службы Украины по вопросам геодезии, картографии и кадастра.
17 декабря 2020 года Верховная Рада Украины назначила Романа Лещенко Министром аграрной политики и продовольствия Украины.
23 марта 2022 года подал заявление об отставке с должности министра аграрной политики и продовольствия. На следующий день сообщил, что ушел с должности из-за тяжёлой наследственной болезни. 24 марта 2022 года Верховная Рада Украины уволила его с должности. Это решение поддержал 321 депутат.

### Попытка подкупа
В декабря 2020 года голове Госгеокадастра Роману Лещенко предлагали взятку в размере 170 000 долларов. Требовали согласование и издание приказов на выделение земли в Хмельницкой области на подставных лиц под программы взаимодействия с фермерскими хозяйствами.
В Международный день борьбы с коррупцией 9 декабря НАБУ и САП и. о. начальника главного управления Госгеокадастра в Хмельницкой области Юрия Климко по подозрению в попытке подкупа председателя Госгеокадастра Романа Лещенко. Как добавили в НАБУ, подозреваемых задержали в момент попытки передачи неправомерной выгоды.
По версии следствия, и. о. начальника ГУ Госгеокадастра в Хмельницкой области вместе с посредником Алексеем Ковалевым планировали передать 170000 долларов неправомерной выгоды Роману Лещенко за выдачу приказов о выделении земельных участков подставным лицам. Их задержали после передачи второго транша на общую сумму 25 тыс. Долларов США.
Предполагалось, что общая сумма неправомерной выгоды, которая предназначалась за выдачу приказов о выделении земельных участков подставным лицам, составит 170 тыс. Долл. США. По факту предложения взятки в антикоррупционных органов обратился сам Роман Лещенко в начале сентября 2020 года. После чего детективы НАБУ вместе с работниками СБУ начали документировать это преступление. Позже ВАКС взял обоих под стражу с альтернативой залога.

### Покушение
По информации МВД Украины, 18 ноября 2021 года была предотвращена попытка убийства министра Лещенко. 19 ноября Печерский районный суд Киева взял под стражу предполагаемых заказчиков.

## Личная жизнь
Женат. Жена Алла, сыновья Николай и Геннадий.